# Saint-Julien, Côte-d'Or
Saint-Julien este o comună în departamentul Côte-d'Or, Franța. În anul 2009 avea o populație de 1,431 de locuitori.

## Evoluția populației
| An        | 1975 | 1982  | 1990  | 1999  | 2006  | 2009  |
| --------- | ---- | ----- | ----- | ----- | ----- | ----- |
| Populație | 731  | 1,124 | 1,221 | 1,218 | 1,358 | 1,431 |